# Lijst van rijksmonumenten in de Kleine Houtstraat
De Kleine Houtstraat in de stad Haarlem telt 36 inschrijvingen in het rijksmonumentenregister. Hieronder een compleet overzicht van de rijksmonumenten aan of bij Kleine Houtstraat.
| Object | Oorspronkelijke functie? | Bouwjaar                                         | Architect | Locatie                                         | Coördinaten?                  | Nr.?  | Afbeelding |
| --- | ------------------------ | ------------------------------------------------ | --------- | ----------------------------------------------- | ----------------------------- | ----- | --- |
| Pand op markant punt gelegen met hoge lijstgevel. Sobere architectuur van monumentale allure                                                                                    | Woonhuis                 | eerste kwart 19e eeuw                            |           | Kleine Houtstraat 1                             | 52° 22' 46" NB, 4° 38' 14" OL | 19402 | Meer afbeeldingen                                                                                               |
| Pand met gevel met rechte kroonlijst | Werk-woonhuis            | laatste helft 18e eeuw                           |           | Kleine Houtstraat 9                             | 52° 22' 46" NB, 4° 38' 13" OL | 19403 | Meer afbeeldingen                                                                                               |
| Pand met rechte kroonlijst, onder zadeldak. Beneden verbouwd | Woonhuis                 | 18e eeuw                                         |           | Kleine Houtstraat 11 (hk. Turfsteeg)            | 52° 22' 45" NB, 4° 38' 13" OL | 19404 | Pand met rechte kroonlijst, onder zadeldak. Beneden verbouwd                                                    |
| Pand met rechte kroonlijst rustend op consoles. Beneden verbouwd | Woonhuis                 | 18e eeuw                                         |           | Kleine Houtstraat 11A                           | 52° 22' 45" NB, 4° 38' 13" OL | 19405 | Pand met rechte kroonlijst rustend op consoles. Beneden verbouwd                                                |
| Pand met gelobde gebogen kroonlijst, middenvenster met gesneden omlijsting. Onderpui verbouwd                                                                                   | Woonhuis                 | midden 18e eeuw                                  |           | Kleine Houtstraat 31                            | 52° 22' 43" NB, 4° 38' 11" OL | 19406 | Meer afbeeldingen                                                                                               |
| Pand met trapgevel in haarlemse trant, natuurstenen geblokte bogen boven de ramen en horizontale banden, console met leeuwenkop onder middenpinakel Uitgebrand op 19 april 2014 | Woonhuis                 | aanvang 17e eeuw                                 |           | Kleine Houtstraat 33                            | 52° 22' 43" NB, 4° 38' 11" OL | 19407 | Meer afbeeldingen                                                                                               |
| Pand met trapgevel met gevelsteen 'trou moet blijcke anno 1609' haarlemse trant                                                                                                 | Woonhuis                 | 1609 (tekst)                                     |           | Kleine Houtstraat 37                            | 52° 22' 43" NB, 4° 38' 11" OL | 19408 | Meer afbeeldingen                                                                                               |
| Pand met klokgevel, gepleisterd met quasi steen motief | Woonhuis                 | 18e eeuw                                         |           | Kleine Houtstraat 41A                           | 52° 22' 42" NB, 4° 38' 11" OL | 19409 | Meer afbeeldingen                                                                                               |
| Pand met klokgevel | Woonhuis                 | eerste helft 19e eeuw                            |           | Kleine Houtstraat 49                            | 52° 22' 42" NB, 4° 38' 11" OL | 19410 | Meer afbeeldingen                                                                                               |
| Pand met klokgevel, gepleisterd met quasi steen motief | Woonhuis                 | 18e eeuw                                         |           | Kleine Houtstraat 55 (hk. Gedempte Oude Gracht) | 52° 22' 41" NB, 4° 38' 10" OL | 19411 | Meer afbeeldingen                                                                                               |
| Pand met klokgevel | Woonhuis                 | 18e eeuw                                         |           | Kleine Houtstraat 61 - 63 - 63rd                | 52° 22' 40" NB, 4° 38' 9" OL  | 19412 | Meer afbeeldingen                                                                                               |
| Pand met klokgevel, beneden verbouwd. beneden verbouwd | Woonhuis                 | 18e eeuw                                         |           | Kleine Houtstraat 77                            | 52° 22' 39" NB, 4° 38' 9" OL  | 19413 | Meer afbeeldingen                                                                                               |
| Pand met gepleisterde lijstgevel, beneden verbouwd | Woonhuis                 | begin 19e eeuw                                   |           | Kleine Houtstraat 79                            | 52° 22' 38" NB, 4° 38' 8" OL  | 19414 | Meer afbeeldingen                                                                                               |
| Pand met klokgevel | Woonhuis                 | 18e eeuw                                         |           | Kleine Houtstraat 109                           | 52° 22' 36" NB, 4° 38' 8" OL  | 19415 | Meer afbeeldingen                                                                                               |
| Pand met lijstgevel | Woonhuis                 | 18e eeuw                                         |           | Kleine Houtstraat 111                           | 52° 22' 36" NB, 4° 38' 7" OL  | 19416 | Meer afbeeldingen                                                                                               |
| Pand met lijstgevel | Woonhuis                 | 18e eeuw                                         |           | Kleine Houtstraat 113                           | 52° 22' 36" NB, 4° 38' 7" OL  | 19417 | Meer afbeeldingen                                                                                               |
| Pand met klokgevel, gepleisterd | Woonhuis                 | 18e eeuw                                         |           | Kleine Houtstraat 115                           | 52° 22' 36" NB, 4° 38' 7" OL  | 19418 | Meer afbeeldingen                                                                                               |
| Pand met gepleisterde klokgevel | Woonhuis                 | 18e eeuw                                         |           | Kleine Houtstraat 119                           | 52° 22' 35" NB, 4° 38' 7" OL  | 19419 | Meer afbeeldingen                                                                                               |
| Pand met verhoogd gebogen middenfronton, middenvenster met snijwerk versierd, onderpui verbouwd                                                                                 | Woonhuis                 |                                                  |           | Kleine Houtstraat 6                             | 52° 22' 46" NB, 4° 38' 12" OL | 19420 | Meer afbeeldingen                                                                                               |
| Pand met gepleisterde klokgevel | Woonhuis                 | 18e eeuw                                         |           | Kleine Houtstraat 8                             | 52° 22' 45" NB, 4° 38' 12" OL | 19421 | Meer afbeeldingen                                                                                               |
| Pand met brede trapgevel in haarlemse trant met natuurstenen blokken in bogen boven ramen en horizontale banden                                                                 | Woonhuis                 | aanvang 17e eeuw                                 |           | Kleine Houtstraat 12                            | 52° 22' 45" NB, 4° 38' 12" OL | 19422 | Pand met brede trapgevel in haarlemse trant met natuurstenen blokken in bogen boven ramen en horizontale banden |
| Pand met grote trapgevel | Woonhuis                 | 17e eeuw                                         |           | Kleine Houtstraat 14                            | 52° 22' 45" NB, 4° 38' 12" OL | 19423 | Meer afbeeldingen                                                                                               |
| Pand met klokgevel | Woonhuis                 | 18e eeuw                                         |           | Kleine Houtstraat 22                            | 52° 22' 44" NB, 4° 38' 11" OL | 19424 | Meer afbeeldingen                                                                                               |
| Pand met lijstgevel | Woonhuis                 | eind 18e eeuw                                    |           | Kleine Houtstraat 30 - 32 - 34                  | 52° 22' 44" NB, 4° 38' 11" OL | 19425 | Meer afbeeldingen                                                                                               |
| Pand met klokgevel, roze gecementeerd | Woonhuis                 | 17e eeuw                                         |           | Kleine Houtstraat 46                            | 52° 22' 43" NB, 4° 38' 10" OL | 19426 | Pand met klokgevel, roze gecementeerd                                                                           |
| Pand met klokgevel, dodekop geverfd, houten deuromlijsting | Woonhuis                 | 18e eeuw                                         |           | Kleine Houtstraat 54                            | 52° 22' 42" NB, 4° 38' 10" OL | 19427 | Pand met klokgevel, dodekop geverfd, houten deuromlijsting                                                      |
| Bank van Lening, voormalige klooster der Lazaristen | Handel en kantoor        | eind 15e eeuw (omlijsting)                       |           | Kleine Houtstraat 70 - 72 (hk. Gortestraat)     | 52° 22' 40" NB, 4° 38' 8" OL  | 19428 | Meer afbeeldingen                                                                                               |
| Pand met trapgeveltje, gepleisterd | Woonhuis                 | aanvang 17e eeuw                                 |           | Kleine Houtstraat 74 (hk. Gortestraat)          | 52° 22' 39" NB, 4° 38' 8" OL  | 19429 | Meer afbeeldingen                                                                                               |
| Gasthuispoort met Tudorboog en sluitsteen met drie kronen van St. Elisabeth | Erfscheiding             |                                                  |           | Kleine Houtstraat 98 - 100                      | 52° 22' 38" NB, 4° 38' 7" OL  | 19430 | Gasthuispoort met Tudorboog en sluitsteen met drie kronen van St. Elisabeth                                     |
| Pand met klokgevel | Woonhuis                 | 18e eeuw                                         |           | Kleine Houtstraat 104                           | 52° 22' 37" NB, 4° 38' 7" OL  | 19431 | Meer afbeeldingen                                                                                               |
| Pand met klokgevel, fraai met pilasters bekroond door Korinthische kapitelen en horizontale lijsten, vazen op de hoeken                                                         | Woonhuis                 | tweede helft 17e eeuw                            |           | Kleine Houtstraat 114                           | 52° 22' 36" NB, 4° 38' 7" OL  | 19432 | Meer afbeeldingen                                                                                               |
| Ingang van het Elisabethgasthuis en huismeesterswoning met trapgevel | Woonhuis                 | 18e eeuw (ingang) tweede helft 17e eeuw (woning) |           | Kleine Houtstraat 116                           | 52° 22' 36" NB, 4° 38' 7" OL  | 19433 | Meer afbeeldingen                                                                                               |
| Pand met klokgevel | Woonhuis                 | 18e eeuw                                         |           | Kleine Houtstraat 122                           | 52° 22' 36" NB, 4° 38' 7" OL  | 19434 | Meer afbeeldingen                                                                                               |
| Pand met klokgevel, gesausd | Woonhuis                 | 18e eeuw                                         |           | Kleine Houtstraat 124                           | 52° 22' 35" NB, 4° 38' 7" OL  | 19435 | Meer afbeeldingen                                                                                               |
| Pand met klokgevel, bekroond door driehoekig fronton | Woonhuis                 | 18e eeuw                                         |           | Kleine Houtstraat 128                           | 52° 22' 35" NB, 4° 38' 7" OL  | 19436 | Meer afbeeldingen                                                                                               |
| Pand met lijstgevel | Werk-woonhuis            | 18e eeuw                                         |           | Kleine Houtstraat 134                           | 52° 22' 35" NB, 4° 38' 6" OL  | 19437 | Meer afbeeldingen                                                                                               |

Centrum:
Bakenessergracht ·
Frankestraat ·
Gedempte Oude Gracht ·
Gierstraat ·
Groot Heiligland ·
Grote Houtstraat ·
Grote Markt ·
Jansstraat ·
Kenaupark ·
Klein Heiligland ·
Kleine Houtstraat ·
Kleine Houtweg ·
Koningstraat ·
Nieuwe Gracht ·
Parklaan ·
Spaarnwouderbuurt ·
Wilhelminastraat ·
Zijlstraat

Zuid-West:
Florapark ·
Floraplein ·
Wagenweg 

Haarlem-Oost

Schalkwijk

Noord:
Begraafplaats Kleverlaan ·
Spaarndam 